# ۲۰ اکسچنج پلیس
۲۰ اکسچنج پلیس (به انگلیسی: 20 Exchange Place) یک آسمان‌خراش ۵۹ طبقه‌ای با معماری آرت دکو است که در منهتن در نیویورک در ایالات متحده آمریکا قرار دارد. این ساختمان در گذشته با عنوان ساختمان سیتی بانک-فارمرز تراست (به انگلیسی: City Bank-Farmers Trust Building) شناخته می‌شد.
ساخت این ساختمان که ۲۲۶ متر (۷۴۱ پا) ارتفاع دارد، در سال ۱۹۳۰ آغاز و در ۱۹۳۱ پایان یافت.

## در رسانه
این ساختمان در فیلم وال استریت به نمایش درآمده‌است و قرار است در مرد عنکبوتی شگفت‌انگیز ۲ نیز از آن استفاده شود.